# Atarba bellamyi
Atarba bellamyi là một loài ruồi trong họ Limoniidae. Chúng phân bố ở miền Tân bắc.